# Lea Anna Krajčovičová
Lea Anna Krajčovičová (31 gennaio 2007) è una nuotatrice artistica slovacca.

## Palmarès

### Coppa del Mondo
- 1 podio:
  - 1 terzo posto (1 nel duo)